# Seán O'Faoláin
Seán Proinsias O’Faoláin, född som John Francis Whelan den 22 februari 1900 i Cork i County Cork, död 20 april 1991 i Dublin, var en irländsk författare och upprorsman.

## Biografi
O’Faoláin utbildades vid Presentation Brothers Secondary School i Cork. Han kom under inflytande av Daniel Corkery och gick med i Cork Dramatic Society. Där ökade sin kunskap om det irländska språket, som han hade börjat med i skolan. Strax efter att han hade börjat studera vid University College, Cork, gick han med i de irländska volontärer. Han kämpade i frihetskriget och under det irländska inbördeskriget tjänstgjorde han som censor för Cork Examinator och som publicistisk chef för IRA. Efter den republikanska förlusten, fick han MA-examen från National University of Ireland och från Harvard University där han studerade i tre år. O'Faolain var en samväldesstipendiat 1926-1928 och var Harvardstipendiat 1928-1929.
Från 1929 till 1933 föreläste O’Faoláin vid den katolska högskolan St Marys College, på Strawberry Hill i Middlesex (numera SW London), England och under denna tid skrev han sina första två böcker.
Han tjänstgjorde som direktör för Arts Council of Irland 1956-1959, och 1940-1990 var han en av delägarna och redaktör för den irländska litterära tidskriften The Bell. Listan över bidragsgivare till The Bell inkluderade många av Irlands främsta författare, bland dem Patrick Kavanagh, Patrick Swift, Flann O'Brien, Frank O'Connor och Brendan Behan.

## Författarskap
O’Faoláin skrev sina första berättelser på 1920-talet. Genom 90 berättelser, skrivna under en period av 60 år, dokumenterade han utvecklingen av det moderna Irland. Hans Samlade berättelser publicerades 1983, åtta år före hans död.
Han publicerade 1932 sin första bok, "Midsummer Night Madness", en samling berättelser delvis baserat på hans upplevelser under inbördeskriget. Han återgick sedan till sitt hemland Irland och har publicerat romaner, noveller, biografier, reseskildringar  översättningar, litteraturkritik - inklusive en av de sällsynta fullängdsstudierna av novellen The Short Story (1948). Han skrev också en kulturhistoria, "The Irish" (1947).
Tungt väger också hans nutidsroman A Nest of Simple Folk (1933) och självbiografin Vive Moi! (1965).